# مجید خدابنده‌لو
مجید خدابنده‌لو (زاده ۲۵ ژانویهٔ ۱۹۸۶) یک بازیکن فوتبال متولد شهر ماهدشت و اهل ایران است 